# Athyrium sciatraphis
Athyrium sciatraphis là một loài dương xỉ trong họ Athyriaceae. Loài này được Maxon mô tả khoa học đầu tiên năm 1930.
Danh pháp khoa học của loài này chưa được làm sáng tỏ. 